# Бартош Капустка
Бартош Капустка (пол. Bartosz Kapustka, нар. 23 грудня 1996, Тарнів, Польща) — польський футболіст, півзахисник футбольної «Легії». Грав за національну збірну Польщі.

## Клубна кар'єра
Свій перший професійний контракт уклав 2013 року з «Краковією». 29 березня 2014 провів свій перший виступ у чемпіонаті Польщі у грі з «Лодзем». У сезоні 2015/16 вже був гравцем основного складу команди. Загалом провів у ній три сезони, взявши участь у 60 матчах чемпіонату.
3 серпня 2016 року підписав п'ятирічний контракт з англійським «Лестер Сіті». До складу основної команди пробитися не зміг і за рік був відданий в оренду до німецького «Фрайбурга», в якому з'являвся на полі епізодично. Згодом сезон 2018/19 провів також в оренді в бельгійському «Ауд-Геверле».
Провівши ще один сезон у лавах «Лестера», так і не дебютувавши у Прем'єр-лізі, 13 серпня 2020 року повернувся на батьківщину, ставши гравцем [Легія (футбольний клуб)|«Легії»]].

## Збірна Польщі
7 вересня 2015 року вперше з'явився у складі збірної Польщі у грі проти Гібралтару. 14 листопада 2015 року брав участь у товариській зустрічі збірних Польщі та Ісландії. Відзначився взяттям воріт. Потрапив в заявку збірної Польщі на Євро-2016, на якому взяв участь в усіх матчах «кадри».

## Статистика виступів

### Статистика виступів за збірну
| Дата       | Місто      | Господарі | Результат               | Гості             | Турнір                | Голи | Примітки |
| ---------- | ---------- | --------- | ----------------------- | ----------------- | --------------------- | ---- | -------- |
| 7-9-2015   | Варшава    | Польща    | 8 – 1                   | Гібралтар         | Відбір до ЧЄ 2016     | 1    | 62'      |
| 12-10-2015 | Варшава    | Польща    | 4 – 2                   | Ісландія          | товариський матч      | 1    | 65'      |
| 17-11-2015 | Вроцлав    | Польща    | 3 – 1                   | Чехія             | товариський матч      | -    | 83'      |
| 23-3-2016  | Познань    | Польща    | 1 – 0                   | Сербія            | товариський матч      | -    | 75'      |
| 26-3-2016  | Вроцлав    | Польща    | 5 – 0                   | Фінляндія         | товариський матч      | -    | 79'      |
| 1-6-2016   | Гданськ    | Польща    | 1 – 2                   | Нідерланди        | товариський матч      | -    | 46'      |
| 6-6-2016   | Краків     | Польща    | 0 – 0                   | Литва             | товариський матч      | -    |          |
| 17-6-2016  | Ніцца      | Польща    | 1 – 0                   | Північна Ірландія | ЧЄ 2016 - 1-й етап    | -    | 65' 88'  |
| 17-6-2016  | Сен-Дені   | Німеччина | 0 – 0                   | Польща            | ЧЄ 2016 - 1-й етап    | -    | 80'      |
| 21-6-2016  | Марсель    | Польща    | 1 – 0                   | Україна           | ЧЄ 2016 - 1-й етап    | -    | 60' 71'  |
| 30-6-2016  | Марсель    | Польща    | 1 – 1 д.ч. (4 – 6 п.п.) | Португалія        | ЧЄ 2016 - чвертьфінал | -    | 89' 82'  |
| 4-9-2016   | Нур-Султан | Казахстан | 2 – 2                   | Польща            | Відбір до ЧС 2018     | 1    | 83'      |
| 11-10-2016 | Варшава    | Польща    | 2 – 1                   | Вірменія          | Відбір до ЧС 2018     | -    | 70'      |
| 14-11-2016 | Вроцлав    | Польща    | 1 – 1                   | Словенія          | товариський матч      | -    | 71'      |
| Усього     |            | Матчів    | 14                      |                   | Голів                 | 3    |          |

## Тиутли і досягнення
- Чемпіон Польщі (1):

«Легія»: 2020/21
- Володар Кубку Польщі (2):

«Легія»: 2022/23, 2024/25
- Володар Суперкубка Польщі (1):

«Легія»: 2025